# سازمان ترامپ
سازمان ترامپ (انگلیسی: The Trump Organization) یک شرکت خوشه‌ای با مسئولیت محدود آمریکایی مستقر در برج ترامپ در منهتن، نیویورک است. دونالد ترامپ، حین تحصیل در مدرسه وارتون دانشگاه پنسیلوانیا برای شرکت پدرش، الیزابت ترامپ و پسر، کار کرد و در ۱۹۶۸ رسماً به این شرکت پیوست. کنترل شرکت در ۱۹۷۱ به او سپرده شد و او نام آن را به سازمان ترامپ تغییر داد. سازمان در سطح جهانی در زمینه ساخت، سرمایه‌گذاری، دلالی، فروش و بازاریابی و مدیریت املاک پیشرو است. این شرکت، مالک، اداره کننده، سرمایه‌گذار و سازندهٔ املاک مسکونی، هتل، ریزورت، آسمان‌خراشها، و زمین‌های گلف در کشورهای گوناگون و نیز مالک چند صد فوت در بهترین نقطهٔ منهتن است. این سازمان همچنین در ریزورتهای تفریحی ترامپ، که مالک و اداره‌کننده کازینوهای تاج محل ترامپ، ترامپ پلازا، و ترامپ مارینا در آتلانتیک سیتی، نیوجرسی است سهم دارد. سازمان ترامپ، به همراه ان‌بی‌سی، مالک فرانشایزهای دوشیزه آمریکا، دوشیزه تین آمریکا و دوشیزه جهان نیز هست.
سازمان در تملک و مدیریت خانواده ترامپ بوده و دونالد ترامپ مدیر عامل اجرایی و سه تن از بزرگترین فرزندانش به عنوان نایب رئیس اجرایی آن فعالیت می‌کنند.

## ساختار
سازمان ترامپ نام جمعی در حدود ۵۰۰ نهاد کسب و کار است که دونالد ترامپ مالک تکی یا اصلی آنهاست. دونالد ترامپ به عنوان رئیس هیئت مدیره و رئیس آن فعالیت می‌کند. سه فرزند بزرگ و کارکنان غیرخویشاوند او به عنوان مدیران کلیدی فعالیت می‌کنند.

## دارایی‌ها

این نقشه کشورهایی را نشان می‌دهد که سازمان ترامپ تا دسامبر ۲۰۱۶ در آنها یا املاک در مالکیت داشته یا لایسنس اعطا کرده‌است.

### دارایی‌های برگزیده
- برج ترامپ‌ورلد.[۱۲]
- برج ترامپ.[۱۲]

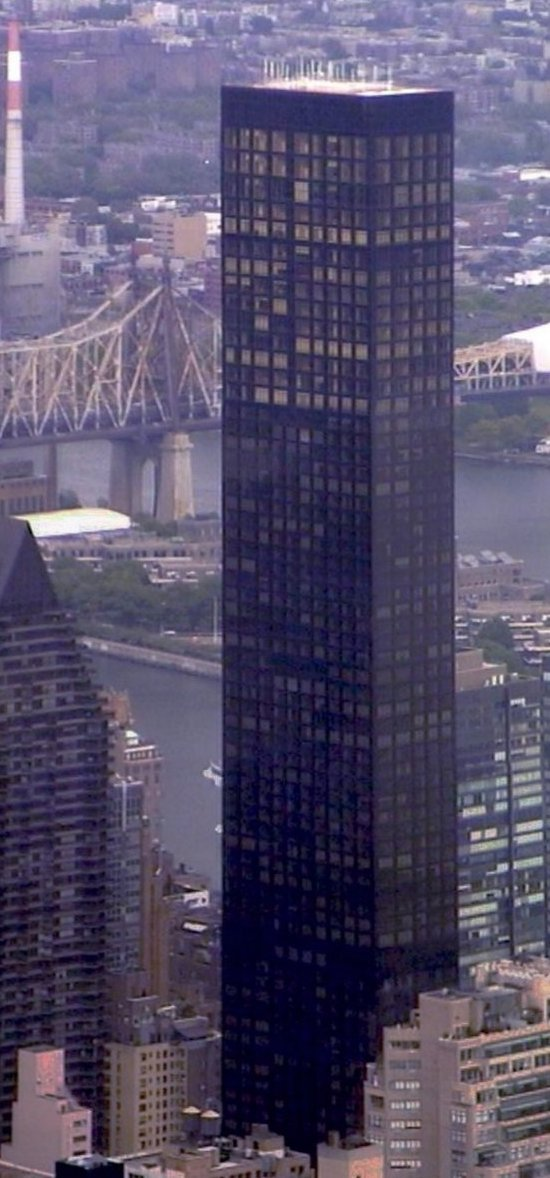
برج جهانی ترامپ

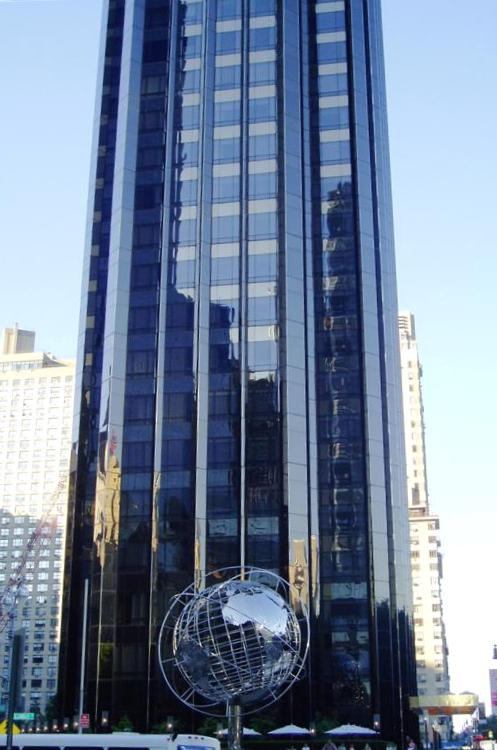
هتل و برج جهانی ترامپ

  - اقامتگاه شخصی برج ترامپ: ۳ طبقه بالای برج ترامپ با مساحت تقریبی ۳۰٬۰۰۰ فوت مربع (3,000 m²) ; با تزیینات برنز، طلا و مرمر. با قیمت تا $۵۰ میلیون، یکی از گرانترین آپارتمان‌ها در نیویورک سیتی است.
- ساختمان آکساسنتر 1290 Avenue of the Americas, نیویورک سیتی و ۵۵۵ خیابان کالیفرنیا، در سن فرنسیسکو:[۱۲]
- ساختمان ترامپ در ساختمان ۴۰ وال‌استریت
- برج و هتل بین‌المللی ترامپ: کل پروژه $۱٫۲ میلیارد قیمت‌گذاری شده‌است ($۱۱۲ میلیون سهم ترامپ است).
- هتل ترامپ لاس وگاس